# Grand Bourgtheroulde
Grand Bourgtheroulde – gmina we Francji, w regionie Normandia, w departamencie Eure. W 2013 roku liczba ludności na terenie obecnej gminy wynosiła 3588 mieszkańców. 
Gmina została utworzona 1 stycznia 2016 roku z połączenia trzech wcześniejszych gmin: Bosc-Bénard-Commin, Bourgtheroulde-Infreville oraz Thuit-Hébert. Siedzibą gminy została miejscowość Bourgtheroulde-Infreville.